# Fiat Mio
Fiat Mio es un "Concept Car" de Fiat Group Automobiles creado por iniciativa del Centro Stile Fiat de Betim, Minas Gerais, Brasil con motivo de los treinta años de Fiat en Brasil. Es el primer Concept Car de la historia creado de forma participativa y por Internet, y el primero registrado bajo licencia Creative Commons. Fue presentado en el Salón del Automóvil de São Paulo en 2010.
En la web oficial del proyecto los interesados pudieron enviar propuestas al Centro Stile Fiat que posteriormente eran valoradas por el resto de usuarios. También era posible participar en una serie de foros sobre temas propuestos como ergonomía, seguridad, materiales o diseño entre otros. Sobre las opiniones y sugerencias de los usuarios, el Centro Stile Fiat desarrolló un prototipo viable que fue supervisado conjuntamente por los ingenieros de la compañía.
Todo el contenido del proyecto es libre, para lo que se registró bajo licencias Creative Commons, que son licencias que permiten estandarizar la creación y distribución de contenidos libres, facilitando el uso en común del contenido aportado por los usuarios.

## Historia

### FCC I
Fiat presentó su primera creación 100% brasileña con motivo del 24º Salón Internacional del Automóvil de São Paulo, el Fiat Concept Car (FCC I), o Fiat FCC Adventure, un cupé de inspiración todo terreno desarrollado por el Centro Stile Fiat de Brasil.

### FCC II
A partir de entonces, los estudios continuaron, sin embargo con otro objetivo: crear un vehículo sobre el concepto medio ambiente y diversión, es decir, un automóvil ecológicamente correcto, que proporcione placer al conducirlo. El resultado de este esfuerzo fue el Fiat Concept Car II (FCC II), el concept car presentado en el Salón Internacional del Automóvil de Sao Paulo en 2008.
Desarrollado en el Polo de Desarrollo Giovanni Agnelli en Betim, el FCC II es más un prototipo construido íntegramente con componentes ecológicos. Se trata de un vehículo-laboratorio de nuevas tecnologías para la adopción de nuevas soluciones de movilidad con materiales alternativos, reutilizables y no contaminantes.

### FCC III
Con el nombre de Fiat Mio el Centro Stile Fiat en Betim propone su tercer realizar su tercer "concept car" con la participación de los usuarios. Bajo licencia Creative Commons fue presentado en el Salón del Automóvil de Sao Paulo en 2010.